# Cazenovia Lake
Der Cazenovia Lake ist ein See im Norden des Bundesstaates New York östlich der Finger-Lakes-Region. Er ist etwa 6 km lang, bis zu 1 km breit und bis zu 13,7 m tief. Er wird an seinen Südende durch einen Abfluss in den Chittenango Creek entwässert, der dann in den Oneida Lake mündet und über diesen den Cazenovia Lake mit dem Ontariosee verbindet.